# Corvara
Corvara är en ort och kommun i provinsen Pescara i regionen Abruzzo i Italien. Kommunen hade 238 invånare (2018).